# Covington (Tennessee)
Covington – miasto w Stanach Zjednoczonych, w stanie Tennessee, siedziba administracyjna hrabstwa Tipton.